# دی‌سولفیت
دی‌سولفیت (به انگلیسی: Disulfite) با فرمول شیمیایی S2O5 یک ترکیب شیمیایی با شناسه پاب‌کم ۱۵۹۹۴۰ است. 